# Paardentuig

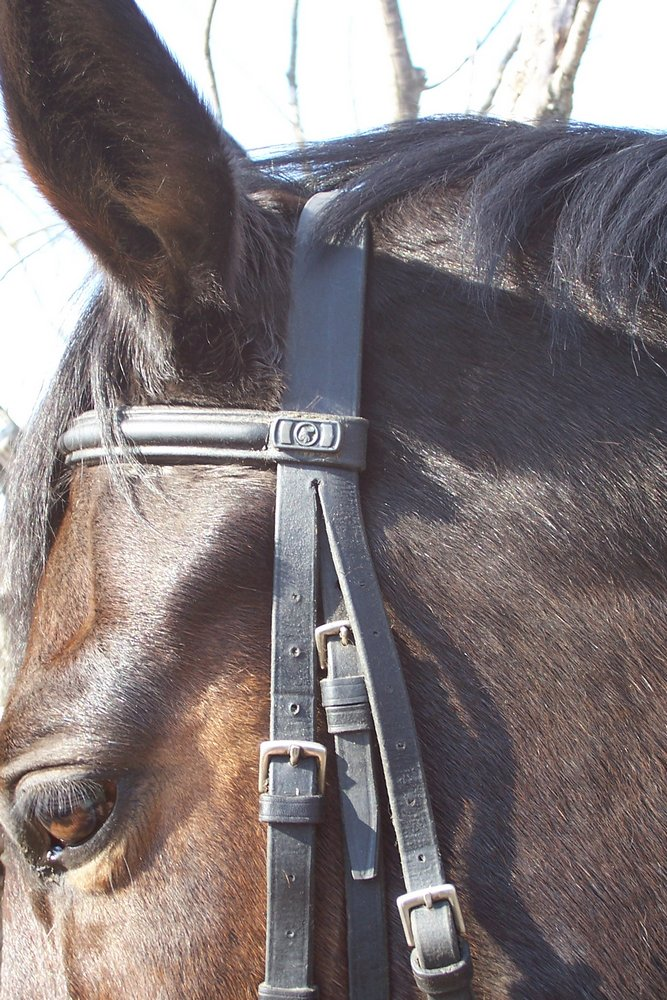
Detailopname van een Engels hoofdstel

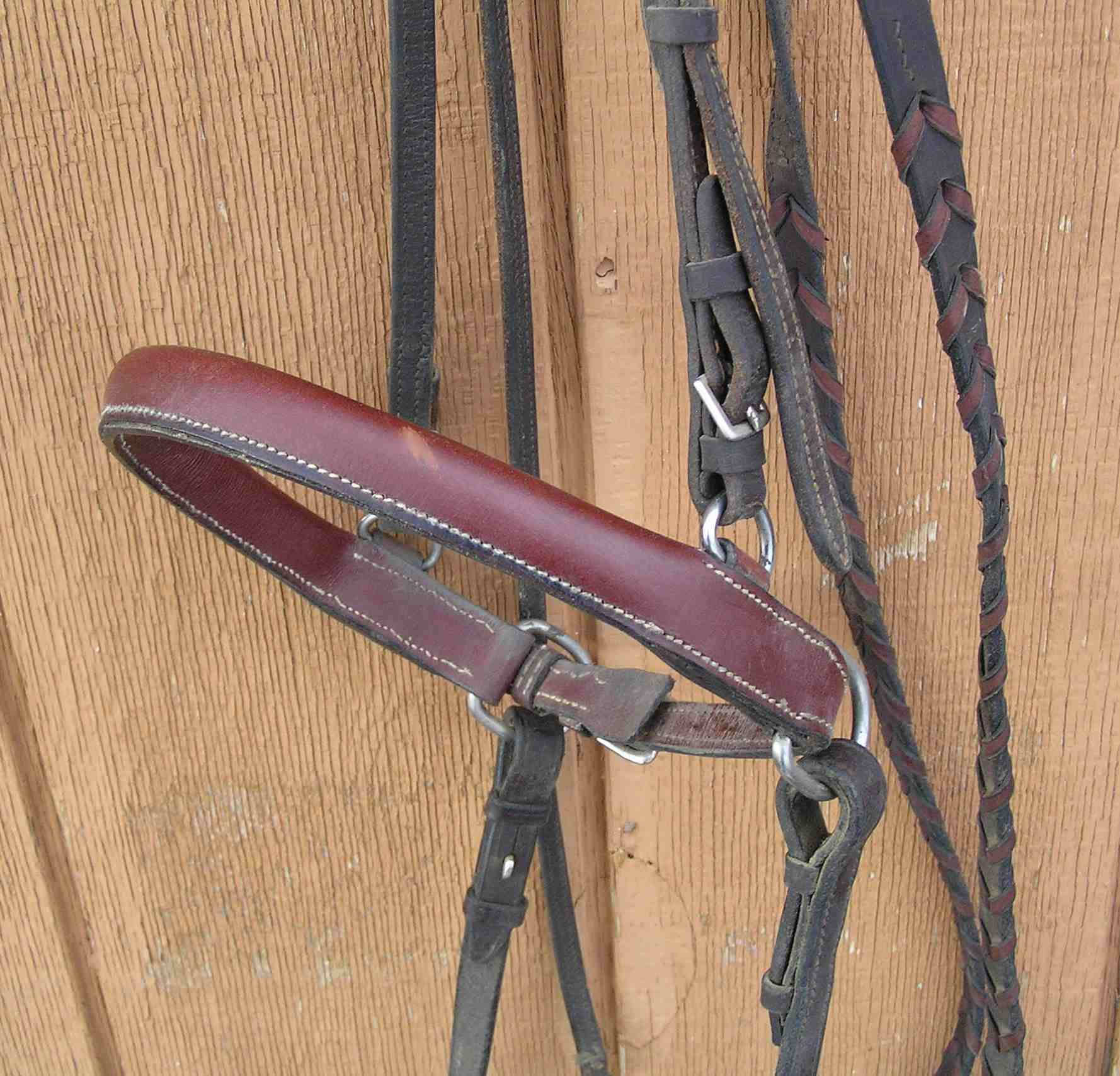
Neusriem van een bitloos springhoofdstel

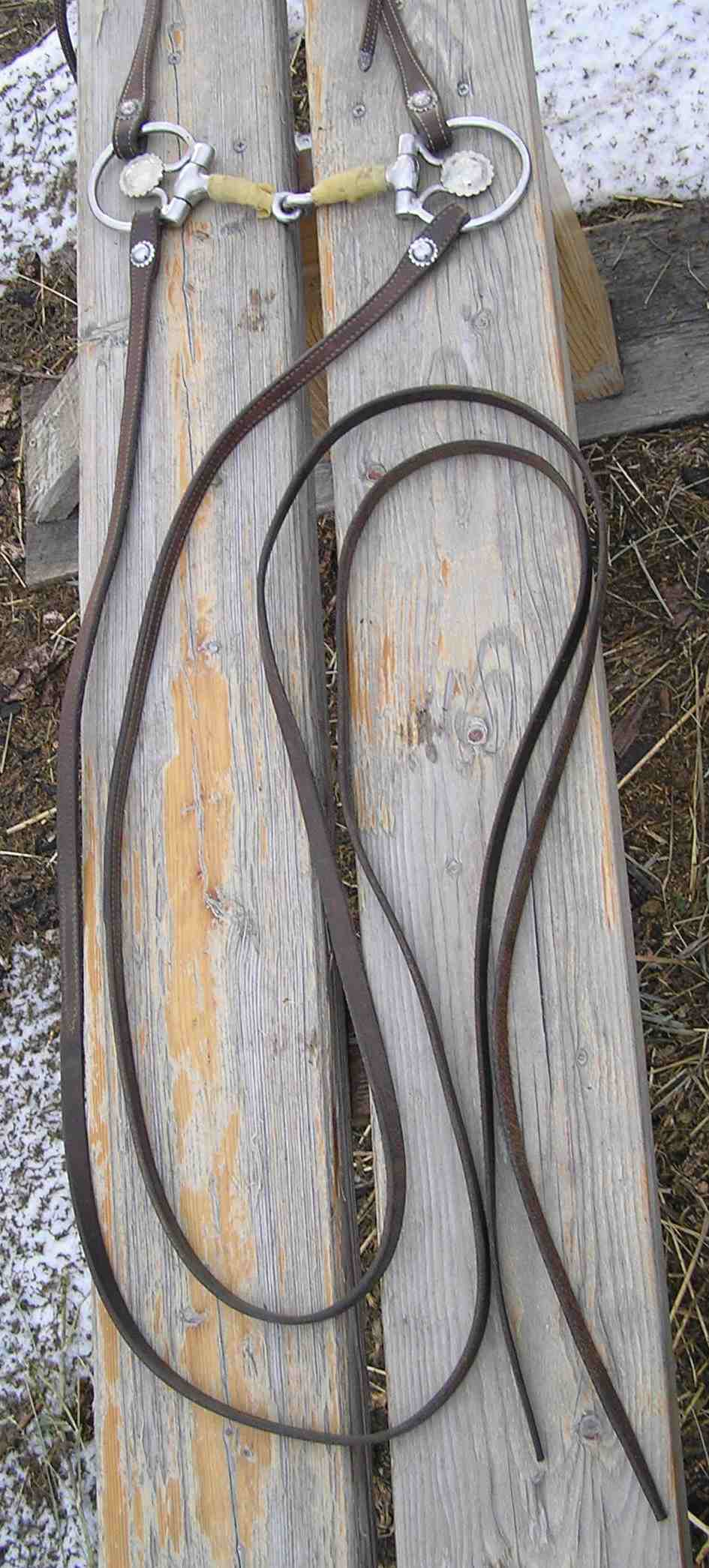
Westernteugels zijn niet aan elkaar verbonden

Wanneer een paard door mensen gebruikt wordt, onder het zadel of in een aanspanning, wordt er altijd gebruikgemaakt van een paardentuig. Dit is een stelsel van riemen en verbindingsstukken waarmee het paard ingezet kan worden voor het werk dat er met hem gedaan gaat worden. Tuigage, naar het Frans ook 'harnachement' genoemd is er in vele vormen. Naast het hoofdstel, dat in elk tuig voorkomt zijn er met name uiteenlopende tuigages voor rij- en trekpaarden.

## Tuigage

### Hoofdstel
Een sterk kopstuk waaraan men een paard kan vastzetten of leiden wordt een halster genoemd, en er zijn ook bitloze hoofdstellen of bosals, maar hoofdstellen omvatten gewoonlijk de volgende onderdelen:
- het bit
- de neusriem
- de bakstukken, bij tuigpaarden voorzien van oogkleppen
- de keelriem
- de frontriem
- de sperriem
- de lepel, alleen bij tuigpaarden
- de windveren
- de teugels (bij tuigpaarden leidsels)
- het kopstuk

### Rijpaard
Bij rijpaarden bestaat het tuig naast het hoofdstel uit:
- een zadel
- met daaraan de stijgbeugels
- een singel (buikriem met gespen om het zadel resp. schoft op zijn plaats te houden)

### Tuigpaard
Bij tuigpaarden en trekpaarden bestaat het tuig naast het hoofdstel uit:
- de leidsels. Leidsels zijn eigenlijk heel lange teugels.
- een 'borsttuig' of 'borstblad'. Met het borsttuig trekt het paard een kar, koets of ploeg. Aan het borsttuig zitten lange strengen, die aan de evenaar (zie verderop) vastgemaakt kunnen worden. In plaats van een borstblad kan ook een haam of een gareel gebruikt worden.
- een 'schoftstuk'. Hieraan zijn bevestigd:
  - de binnensingel
  - de buitensingel. Hieraan zitten ook
    - de lichtogen, waarin de lamoen hangt; verder zit aan het schoftstuk ook de

  - staartriem, die voorkomt dat het schoftstuk naar voren schuift. Ook zit hier aan vaak een zogenoemde
  - broek, die moet voorkomen dat op hellingen bij vaart minderen het voertuig tegen het paard aanrijdt.
- oogkleppen, onderdeel van het hoofdstel, gewoonlijk alleen bij tuigpaarden om het gezichtsveld te beperken (wat afleidingen en schrikreacties moet verminderen), maar ook bij bereden politie om dezelfde reden en ter bescherming van de ogen van het paard.

Andere voorkomende (oude) termen zijn breidel (hoofdstel met teugel; vandaar: 'ongebreideld') en toom (teugel en bit; vandaar: 'tomeloos' e.d.).

## Rijtuigonderdelen
Aan het te trekken voertuig of agrarisch werktuig bevinden zich onder andere

### Evenaar
- de evenaar, een vanuit een vast middelpunt beweeglijke staaf waaraan de strengen vastgemaakt worden. De evenaar gaat met de bewegingen van het paard en in de bochten mee, zodat de kar of wagen altijd evenredig getrokken wordt, vandaar de naam die begrepen moet worden als 'vereffenaar'.

### Lamoen
- Het lamoen bestaat uit een set van twee speciaal gevormde stangen waartussen het paard loopt. Het lamoen is bevestigd aan het voertuig en kan aan de voorzijde op en neer bewegen. Dit geheel verenigt meerdere functies. Het paard loopt recht voor het voertuig en wordt beperkt in het uitbreken. Bij vaart minderen zorgen twee haken aan het lamoen samen met het broektuig ervoor dat de kar of koets niet tegen het paard aanrolt. Bij tweewielers zoals karren, sjezen en sulky's wordt het gerij door twee bomen als van een lamoen, die in dat geval onbeweeglijk aan het voertuig zijn verbonden, in balans gehouden.

## Afbeeldingen

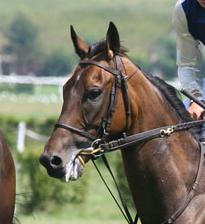
Een hoofdstel met een thiedeman (hulpteugel)
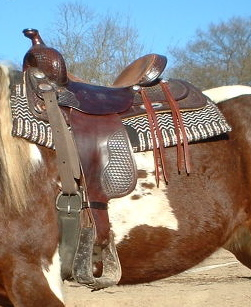
Een westernzadel met zadelknop
Veelzijdigheidszadel met omhooggeschoven stijgbeugels
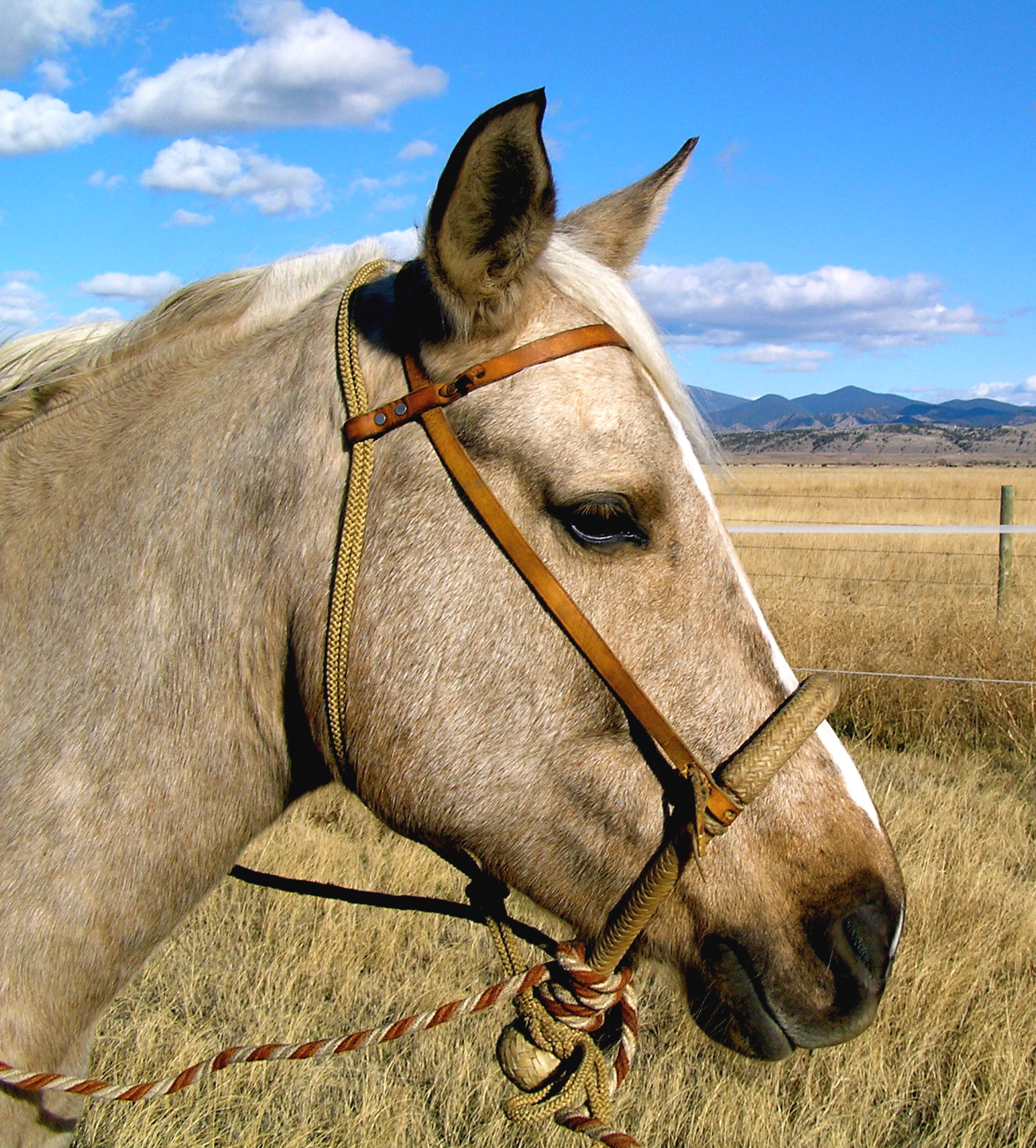
Een bosal; een bitloos hoofdstel
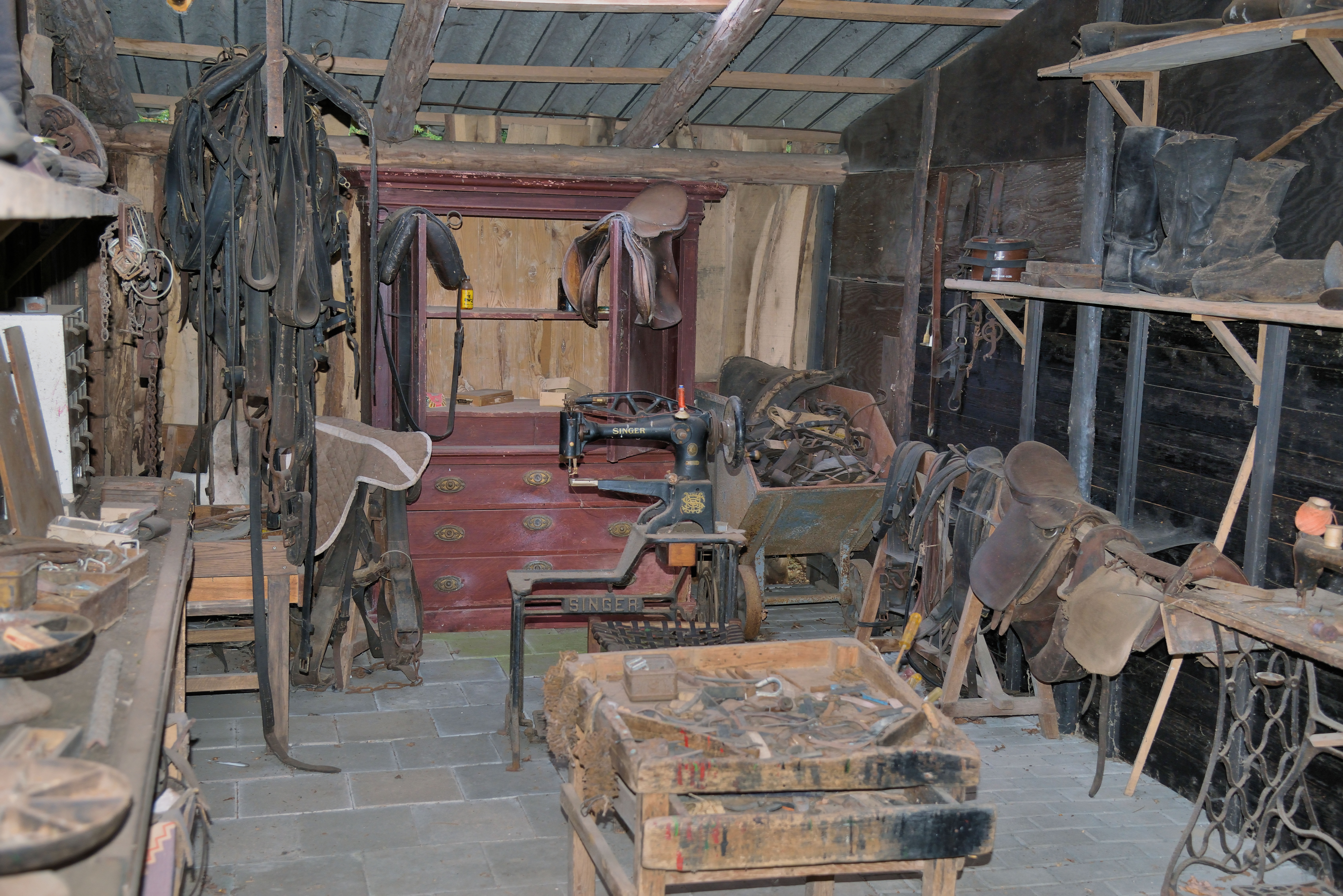
Tuigage, zadels en laarzen in openluchtmuseum Erve Kots